# Adelig Öfning
Adelig Öfning är en samling handledningar i aritmetik, jordbrukslära, lantmäterikonst, skeppsbyggnadskonst, fortifikationslära, ekonomi, hushåll och andra ämnen, ett verk som har kommit att kallas "Sveriges första encyklopedi".
Verket utgavs av Åke Claesson Rålamb 1690–1694, och var tänkt att omfatta 20 volymer, men endast 6 hann komma i trycket. Ett utdrag ur verket, innehållande ränteberäkningar och andra kortare matnyttiga delar, utkom senare under titeln En liten handbok af adelig öfning, och utgavs i en mängd upplagor in på 1800-talet.